# Karibik-Landeinsiedlerkrebs

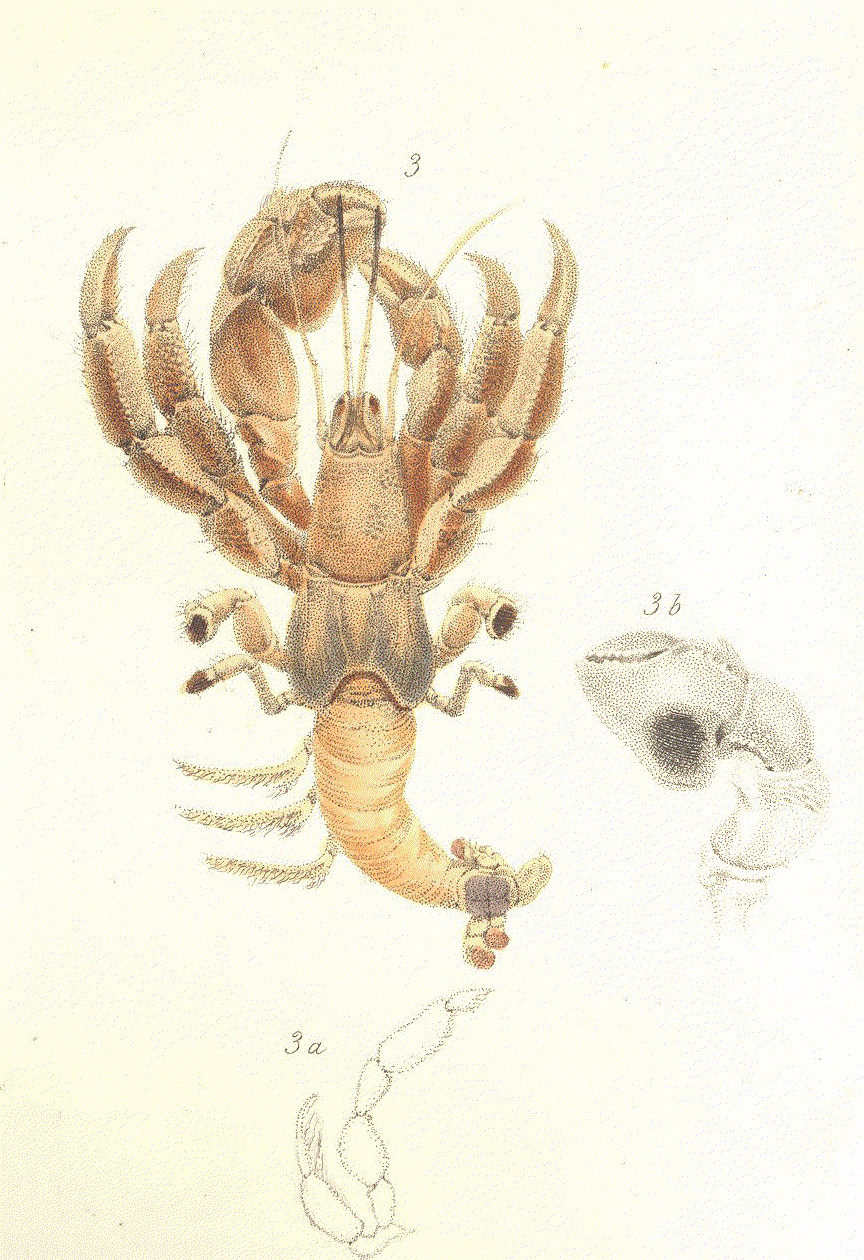
Ein Karibik-Landeinsiedlerkrebs ohne schützendes Schneckenhaus,
Zeichnung von Richard Owen, 1831

Der Karibik-Landeinsiedlerkrebs (Coenobita clypeatus), im angelsächsischen Sprachraum Caribbean hermit crab genannt, ist ein zur Ordnung der Zehnfußkrebse (Decapoda) und zur Familie Landeinsiedlerkrebse (Coenobitidae) gehörendes Krebstier (Crustacea). Die Art ist an den Küsten des tropischen Westatlantiks verbreitet und zählt zu den häufigsten Einsiedlerkrebsen.

## Verbreitung und Lebensraum
Das Verbreitungsgebiet des Karibik-Landeinsiedlerkrebses umfasst die Küsten folgender Gebiete: Karibik (einschließlich Trinidad und Tobago, Westindische Inseln, Bahamas und Curaçao), USA (beispielsweise Florida), Kuba, Mexiko, Belize und Venezuela.
Zu den bevorzugten Lebensräumen zählen der Saum von Mangrovenwäldern sowie Feuchtgebiete, Sümpfe und Küstenwälder. Sie benötigen dabei ausreichend Vegetation, um sich vor Fressfeinden verstecken zu können.

## Merkmale und Lebensweise

### Beschreibung
Der Karibik-Einsiedlerkrebs zählt zu den häufigsten Einsiedlerkrebsen und wird bis zu sechs Zentimeter groß. Während die Larven des Karibik-Landeinsiedlerkrebses im Wasser leben, sind ausgewachsene Tiere auf das Leben an Land angepasst. Vor der ersten Häutung sind die Tiere grau gefärbt, später wechselt ihre Farbe zu leuchtendem Rot mit lila Scheren. Die scheuen Tiere sind überwiegend nachtaktiv und können Strecken von mehreren Kilometern zurücklegen. Der Krebs atmet über Kiemen; um sie auch auf längeren Wanderungen feucht zu halten, führt er eine kleine Wasserreserve in seiner Behausung mit.
Ihre vorderen Gliedmaßen sind ein ungleiches Scherenpaar, wobei die linke Schere, die auch zur Verteidigung genutzt wird, etwas größer ist als die rechte, die der Nahrungsaufnahme dient. Arten aus der Familie der Linkshändigen Einsiedlerkrebse nutzen dagegen zwei weitere Beinpaare zur Fortbewegung mitsamt des Schneckenhauses, während die hinteren beiden Beinpaare verkümmert sind und dazu dienen, die Behausung festzuhalten.
Der Hinterleib von Karibik-Einsiedlerkrebsen ist nicht durch ein Exoskelett geschützt.

### Das Schneckenhaus
Wie alle Landeinsiedlerkrebse der Gattung Coenobita schützen auch Karibik-Landeinsiedlerkrebses ihren verletzlichen Hinterleib durch ein passendes Schneckenhaus, dessen Innenseite sie durch ein spezielles Sekret abschleifen und glätten. Da die größten Behausungen bei ausgewachsenen Krebsen besonders begehrt sind, kommt es sowohl zu Kämpfen unter Artgenossen als auch zu Diebstählen. Wer sein Schneckenhaus verliert, läuft Gefahr, innerhalb von 24 Stunden an Austrocknung zu sterben.
Von Wissenschaftlern initiierte Vermessungsaktionen von Karibik-Landeinsiedlerkrebsen, die auf den Bahamas, in der Region Exuma gefangen wurden, haben bereits 2006 ergeben, dass die Größe der verfügbaren Schneckenhäuser das Wachstum der Einsiedlerkrebse beschränkt. Wo das Angebot an ausreichend dimensionierten Behausungen knapp ist, wirkt sich dies auf das Wachstum der Krebse aus und sie bleiben ebenfalls kleiner. Zwischen den landlebenden Einsiedlerkrebsen und ihren aquatischen Verwandten besteht, im untersuchten Gebiet, kaum Konkurrenz um Schneckenhäuser, da die von dem Karibik-Landeinsiedlerkrebs bevorzugten Behausungen zu 91 bis 98 Prozent von landlebenden Schnecken stammen, die die Küstenregionen bewohnen. In Regionen, wie Puerto Rico, wo die Verfügbarkeit ausreichend großer, geeigneter Schneckenhäuser maßgeblich durch den Menschen beeinträchtigt wird, erreichen Karibik-Landeinsiedlerkrebse nicht mehr ihre volle Größe.

### Sinneswahrnehmung
Sobald Gefahr droht, ziehen sich die Krebstiere in ihr Schneckenhaus zurück. Dieses Verhalten zeigen sie ebenfalls, wenn man ihnen einen Fressfeind auf einem Monitor zeigt. Die experimentelle Erforschung des Versteckverhaltens zeigte, dass den Krebsen eine eingeschränkte Farbwahrnehmung zur Verfügung steht. Dabei beinhaltet das wahrgenommene Farbspektrum vor allem Farbtöne, die von Menschen als blau wahrgenommen werden. Dabei werden Kontraste stärker wahrgenommen als Formen.

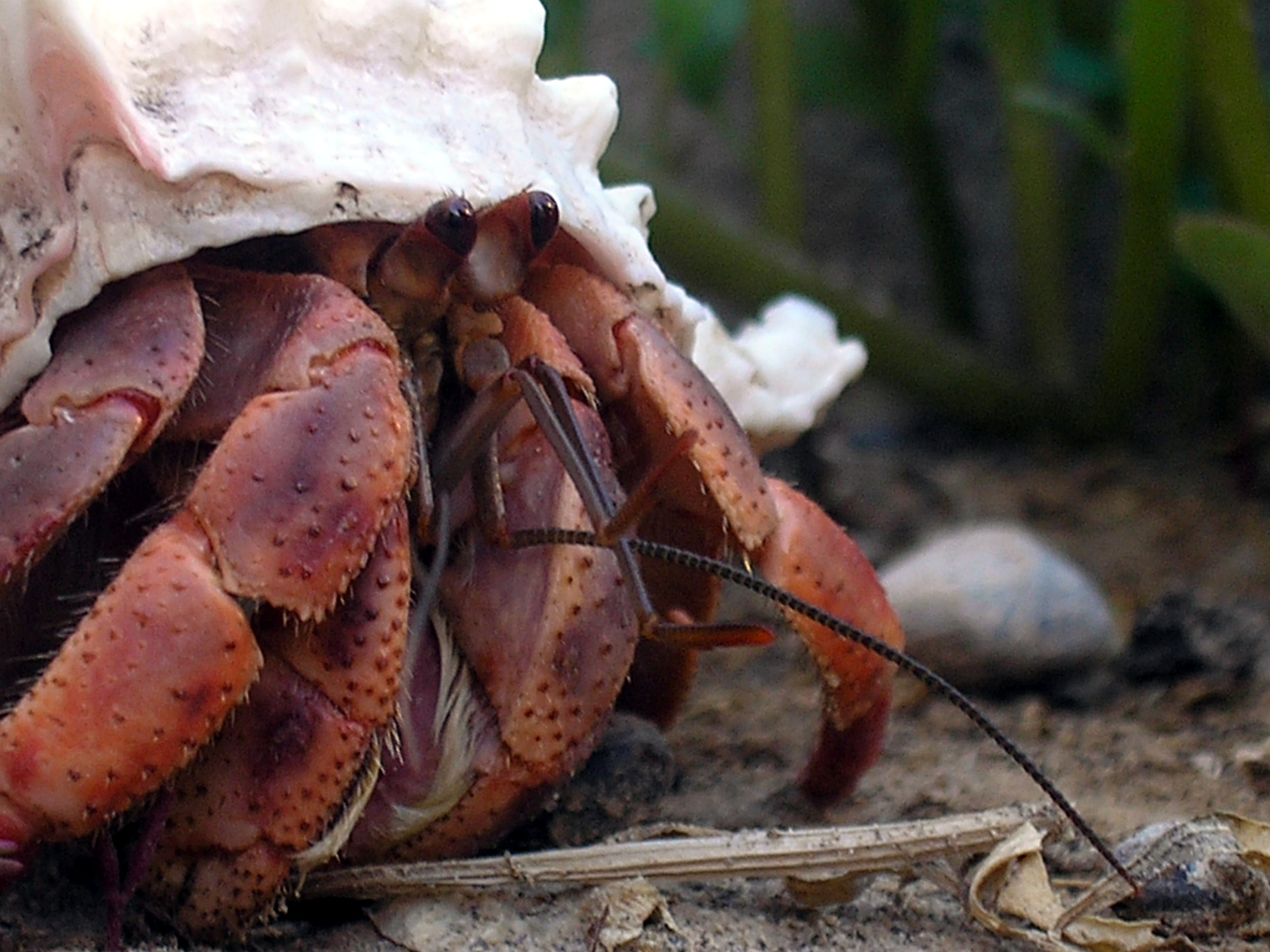
Karibik-Landeinsiedlerkrebs in Nahaufnahme

Eine weitere Besonderheit ist die olfaktorische Wahrnehmung, durch die Karibik-Einsiedlerkrebse in der Lage sind, auch an Land Gerüche wahrzunehmen. Dabei entscheidet die Feuchtigkeit darüber, wie gut Gerüche wahrgenommen werden; bei höherer Luftfeuchtigkeit fielen die gemessenen Reaktionen sehr viel stärker aus.

### Fortpflanzung
Zur Paarung kommen sowohl die männlichen als auch die weiblichen Krebse kurz aus ihren Schneckenhäusern und das Männchen führt ein Samenpaket in die Geschlechtsöffnung (Gonopore) des Weibchens ein, die sich beim letzten Beinpaar befindet. Das Weibchen befruchtet dann hunderte bis tausende Eier, die es an die Meeresküste trägt. Die Larven schlüpfen, sobald die Eier im Meerwasser ablegt werden, während ihre Mutter umgehend zum Festland zurückkehrt. Die Larven werden von den Meeresströmungen erfasst und ernähren sich von Plankton. Erst wenn die fast ausgewachsene Larve das Stadium einer Megalope erreicht und ein passendes Schneckenhaus gefunden hat, kann sie ihre Verwandlung zum adulten Karibik-Landeinsiedlerkrebs abschließen.
Die Paarung ist einer der wenigen Momente, in denen männliche Krebse ihr Schneckenhaus kurz verlassen müssen – und dabei dessen Verlust riskieren. Eine evolutionäre Anpassung an dieses Problem sind größere Penisse, die es den Krebsen ermöglichen, sich zu paaren, ohne ihr Schneckenhaus verlassen zu müssen. Forscher der Royal Society konnten nachweisen, dass die wertvollsten Schneckenhäuser aus diesem Grund von den Krebsen besetzt werden, die die größten Penisse haben.
In ihrem natürlichen Lebensumfeld können Karibik-Landeinsiedlerkrebse ein Alter von 30 bis 40 Jahren erreichen.

### Ernährung
Als Allesfresser ernähren die kleinen Krebstiere sich sowohl von pflanzlicher Nahrung, wie Obst und Blättern, als auch von Fleisch (einschließlich Aas).
Landeinsiedlerkrebse lokalisieren ihre Nahrung über ihre Geruchswahrnehmung. Dabei wurde (zunächst beim Südamerikanischen Landeinsiedlerkrebs) festgestellt, dass bevorzugt Nahrungsquellen aufgesucht werden, die entweder seltener verfügbar sind oder solche, die das Tier länger nicht genutzt hat, so dass diese Auswahlmethode für eine abwechslungsreiche Ernährung sorgt.

## Heimtierhaltung
Karibik-Einsiedlerkrebse eignen sich zwar für eine Haltung im Terrarium, lassen sich wegen des marinen Larvenstadiums jedoch nicht nachzüchten. Daher stammen im Handel angebotene Tiere in der Regel aus Wildfang. Als Heimtier ist ihre Lebenserwartung meistens deutlich geringer als in freier Wildbahn, und sie überleben selbst bei guter Pflege meist nur einige Monate. Andererseits wird auch ein Alter von bis zu dreißig Jahren in Terrarienhaltung unter guten Bedingungen angegeben, doch sollen die weitaus meisten der verkauften Tiere Todeskandidaten sein, die aufgrund falscher Haltung die ersten sechs Monate nicht überleben.